# Джаррін Соломон
Джаррін Соломон  (англ. Jarrin Solomon, 11 січня 1986) — тринідадський легкоатлет, олімпійський медаліст.

## Виступи на Олімпіадах
| Олімпіада   | Дисципліна              | Місце |
| ----------- | ----------------------- | ----- |
| Лондон 2012 | естафета 4 x 400 метрів | 3     |

## Зовнішні посилання
- Досьє на sport.references.com [Архівовано 4 грудня 2016 у Wayback Machine.]